# Зиминська сільська рада (Ребріхинський район)
Зи́минська сільська рада (рос. Зиминский сельский совет) — сільське поселення у складі Ребріхинського району Алтайського краю Росії.
Адміністративний центр — село Зимино.

## Населення
Населення — 939 осіб (2019; 1052 в 2010, 1158 у 2002).

## Склад
До складу сільської ради входять:
| Населений пункт  | Населення, осіб (2002) | Населення, осіб (2010) |
| ---------------- | ---------------------- | ---------------------- |
| Зимино, село     | 1076                   | 1014                   |
| Майський, селище | 82                     | 38                     |